# Projekt dziecko, czyli ojciec potrzebny od zaraz
Projekt dziecko, czyli ojciec potrzebny od zaraz – polska komedia z 2010 roku w reżyserii Adama Dobrzyckiego. Zdjęcia do filmu rozpoczęły się 7 maja 2008. Plenerem jest mała miejscowość, Józefów.

## Opis fabuły
Piotr i Ania nie mogą doczekać się potomstwa. Badania wykazują, że „winnym” sytuacji jest Piotr. Małżonkowie wpadają na pomysł, dzięki któremu ich wielkie marzenie ma szansę się spełnić.
Piotr i Ania postanawiają znaleźć idealnego dawcę nasienia. Kłopot w tym, gdzie takiego można znaleźć. W pierwszej kolejności, naturalnymi kandydatami wydają się być najbliżsi przyjaciele i znajomi. W swoistym castingu udział biorą: Robert (Tomasz Karolak), gej żyjący w zwariowanym związku ze swoim partnerem, wiecznie zdołowany z powodu kolejnych porażek miłosnych Marek oraz Marian, żołnierz, który lada moment ma wyjechać na misję do Afganistanu i koniecznie chciałby coś po sobie zostawić w kraju.

## Obsada
- Zbigniew Zamachowski – Piotr
- Dominika Ostałowska – Ania
- Tomasz Karolak – Robert
- Ewa Ziętek – matka Anny
- Michał Koterski − Kubuś
- Marcin Sztabiński
- Cezary Kosiński
- Paweł Królikowski
- Paweł Burczyk – pracownik rzeźni Roberta
- Grzegorz Stelmaszewski